# Euxoa striata
Euxoa striata là một loài bướm đêm trong họ Noctuidae.